# Radon (Orne)
Radon – miejscowość i dawna gmina we Francji, w regionie Normandia, w departamencie Orne. W 2013 roku jej populacja wynosiła 1100 mieszkańców. 
W dniu 1 stycznia 2016 roku z połączenia trzech ówczesnych gmin – Forges, Radon oraz Vingt-Hanaps – utworzono nową gminę Écouves. Siedzibą gminy została miejscowość Radon. 